# César Luena
César Luena López (Bobadilla (La Rioja), 29 de octubre de 1980) es un político español del Partido Socialista Obrero Español (PSOE). Ejerció entre 2012 y 2017 de secretario general del PSR-PSOE, la rama del partido socialista en La Rioja, y como secretario de organización del PSOE entre 2014 y 2016. En la actualidad es eurodiputado.

## Biografía
Nacido en Bobadilla el 29 de octubre de 1980, se licenció en Humanidades en la Universidad de La Rioja (UR).
Se inició en la actividad representativa en movimientos estudiantiles, tanto en el IES Rey Don García (Instituto de Educación Secundaria Nájera) de Nájera como fundando en 1999 en la universidad la Asociación de Estudiantes de La Rioja. Entró en Juventudes Socialistas, siendo elegido secretario federal de organización en 2007. Fue concejal en Bobadilla entre 2003 y 2007, cuando fue elegido diputado regional en el Parlamento de La Rioja. Abandonó el escaño al ser elegido diputado por La Rioja en el Congreso de los Diputados tras las elecciones generales de 2008, escaño que revalidó en las elecciones generales de 2011.
En enero de 2012 anunció su candidatura a la secretaría general del PSOE de La Rioja, siendo elegido secretario general el 26 de febrero del mismo año con el 55 % de los votos.
En marzo de 2014 se doctoró por la UR tras la defensa de la tesis Antonio Larrea: el alma del Rioja, dirigida por José Luis Gómez Urdáñez.
En el 39.° Congreso Extraordinario Federal del PSOE, que se celebró el 26 de julio de 2014, fue elegido secretario de organización del PSOE a propuesta del nuevo secretario general, Pedro Sánchez.

## Cargos desempeñados
- Concejal en el Ayuntamiento de Bobadilla. (2003-2007)
- Secretario general Juventudes Socialistas en La Rioja. (2003-2010)[6]
- Secretario de Organización de Juventudes Socialistas de España[7]
- Consejero Escolar del Estado. (2006-2007)
- Diputado en el Parlamento de La Rioja. (2007-2008)
- Diputado por La Rioja en el Congreso de los Diputados. (2008-2019). Pertenece como vocal a las comisiones de Ciencia e Innovación, a la de Igualdad y de la Comisión no permanente de Seguridad Vial y Prevención de Accidentes de Tráfico; es secretario primero de la Comisión de Cooperación Internacional para el Desarrollo.
- Secretario general del PSOE de La Rioja. (2012-2017)
- Secretario de organización del PSOE (2014-2016)
- Diputado en el Parlamento Europeo (2019-2024) (2024-)